# ハルモニアの気がかり
『ハルモニアの気がかり』（はるもにあのきがかり、Harmonia's worry）は、人気声優4名と人気絵師4名を起用し、企画・制作したオリジナルキャラクターストーリー。

## ストーリー
ある日一人の女の子が、空から降ってきた。彼女の名前は、ハーモニー。思い出を探しに地球へ降り立つ。地球人的な年齢は16歳ということだが、本当のところは400年くらい生きているらしい。
彼女が地球に降り立った日、それに巻き込まれた一人の男子高校生がいる。それが、武井一郎君。彼には二人の妹がいる。
一人は双子の女子高生で、もう一人は中学生である。双子の妹・円（まどか）は、オタクのくせに格好はギャル系。美少女な上に、高校生離れしたナイスバディ。もうひとりの中学生の妹は、雫（しずく）。メルヘン少女風乙女街道まっしぐらな美少女。兄思いで、鋭い空気理解力で物事の本質を兄姉よりもわかっている。
もう一人巻き込まれた人物が、元売れないアイドルにして、たまに地元ケーブル局のリポーターをしている小杉由紀乃（こすぎゆきの）21歳。美少女である。
ハーモニーは思い出を探しに、一郎はその付添いで。円はコスプレのイベント参加のために。雫は謎の電話に呼び出され、由紀乃は仕事で、それぞれが、偶然にも同じ時刻の東京タワーに集結することに。
雫を呼びだした謎の電話の主が、雫のストーカーだったことから、事件が起きる。なぜかストーカーの手には、ハーモニーが探していた思い出の品が。思い出の品を異常に気にして心配するハーモニー。自慢の少林寺拳法を披露したくてウズウズしている円。健気にもストーカーを説得しようとする雫。警察の目をそらす時間稼ぎで活躍する由紀乃。ひたすら焦りまくって、緊迫感を盛り上げてくれる一郎。果たして事件の結末は…。

## 登場人物

### メインキャラクター
ハーモニー（声 - 竹達彩奈、絵師 - 綾風柳晶）
M77星雲からやってきた宇宙人の女の子。地球、特に日本にとっても興味があるらしく、かれこれ400年以上は日本勉強をしているらしい。とはいっても、時間の流れる速度が違うらしく、地球の年齢ではまだ16歳。ポジティブシンキング系のボケを連発しながらも、心優しい性格。地球に発生した宇宙の存亡にかかわる危機を救うためにハルモニア様の命を受けて来日中らしい。
小杉由紀乃（声 - 阿澄佳奈、絵師 - 上田夢人）
元アイドルユニット「ペッタン娘」のメンバー。あまり売れなかったので、本人的には黒歴史として隠していた過去。今は、ひっそりと家事手伝いやアルバイトなどをしているが、まだアイドルスターの夢をあきらめられず、たまにケーブルテレビのリポーターなどをしている。まさに自分探し真っ最中。少しキツめの性格に思われがちだが、実はお人よしで、男にだまされやすいタイプ。不思議大好きっ子でもあり、実はかなりの宇宙オタクな一面もあり、NASAをライバル視している。
武井 円（声 - 伊瀬茉莉也、絵師 - ななみん(七海綾音)）
現役女子高生で、双子の兄・一郎と中学生の妹・雫がいる。少林寺拳法2弾の猛者でありながら、あらゆるジャンルのオタクカルチャーに精通している。最近は歴女の称号も手に入れつつある。明るくどんなことにもチャレンジ精神が旺盛で、それなりにこなしてしまうところなど、実はかなりのハイスペッカー。やや露出過多な癖があり、コスプレの衣装が日に日に過激になっている。
武井 雫（声 - 金元寿子、絵師 - 黒井みめい）
一郎と円の妹。中学生。超能力といってもいいくらい勘が良く、人の心の動きや考えていることなどが分かってしまう。本人はそれをあまり気に入っていないが、その能力が豊かな感受性と深い思いやりを持った人柄を形成している。穴だらけのハーモニーのカモフラージュも、いち早く直感的に見抜いている様子。メルヘンチックな乙女キャラに見えて、実は一番芯がしっかりしている。

### サブキャラクター
武井一郎（声 - 江口拓也）
武井家長男の高校生。円と雫にやられっぱなしの兄だが、純朴な青年。現在、ハーレーム主人公になるべく急成長中。
農民（声 - 祐仙勇）
「顔の見えない農家」で知られる農民。
マユ（声 - 原紗友里）
円のコスプレ友達。
スタッフ（声 - アンキラス・タカ）
由紀乃が出演するケーブルテレビの撮影に同行。
ストーカー（声 - 三宅貴大）
雫のストーカー。

## 関連商品

### AR ドラマイラストブック
スマホで楽しむ飛び出す絵本。声優である竹達彩奈・阿澄佳奈・金元寿子・伊瀬茉莉也と、絵師たちの描く飛び出す萌えイラストがコラボレーションしたイラストブック。

### キャラクターソング
- 「小さなつばさたち」 by ハーモニー
- 「Deep Breath」 by 小杉由紀乃
- 「Hibrid,Higher bird」 by 武井 円
- 「はじめてのI Love You」by 武井 雫

### スマートフォンアプリ
- AiR recognizer （エアレコ）〜ハルモニア[1]
- ハーモニー時計 by ハルモニアの気がかり（※配信停止）
- 由紀乃時計 by ハルモニアの気がかり（※配信停止）
- 円時計 by ハルモニアの気がかり（※配信停止）
- 雫時計 by ハルモニアの気がかり（※配信停止）